# Longchaumois
Longchaumois település Franciaországban, Jura megyében. Lakosainak száma 1133 fő (2022. január 1.). Longchaumois Lamoura, Hauts-de-Bienne, Prémanon, La Rixouse, Les Rousses, Saint-Claude és Nanchez községekkel határos.

## Népesség
A település népességének változása:
| Lakosok száma | 741  | 741  | 945  | 1130 | 1184 | 1187 | 1167 | 1143 | 1134 | 1133 |
|               | 1968 | 1982 | 1990 | 2006 | 2013 | 2015 | 2017 | 2019 | 2020 | 2022 |